# الأب موراتا
الأب موراتا Nemesio Morata (1886- 1960 م) هو مستشرق إسباني وراهب أوغسطيني.
كان يشرف على مكتبة الأسكوريال. من آثاره: «رسائل بن رشد الموجودة في مكتبة الأسكوريال».